# Cuenca del río Budi
La cuenca del río Budi es el espacio natural de la cuenca hidrográfica del río Budi emplazada en la Región de La Araucanía y a la que la Dirección General de Aguas le asigna el código 092 del inventario BNA de cuencas de Chile.

der

## Límites y relieve

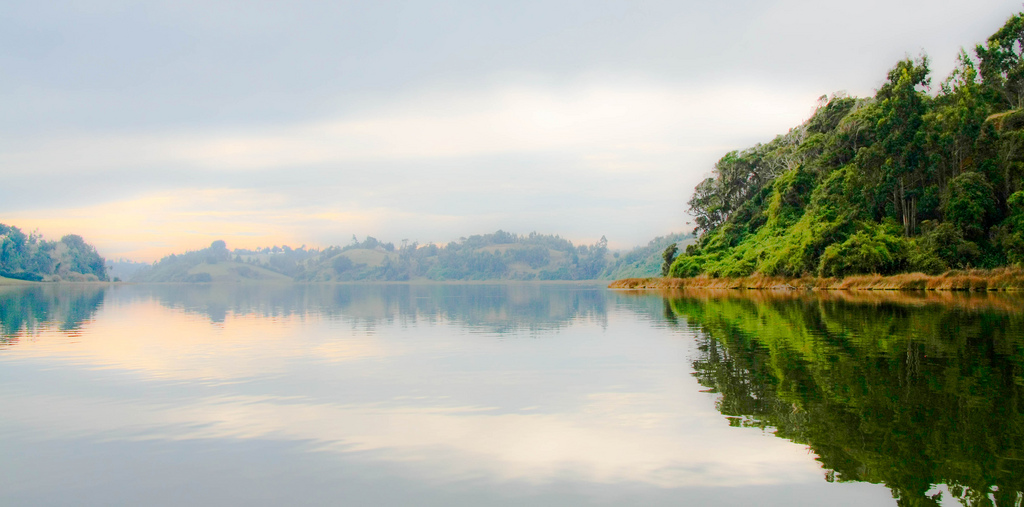
Puerto Dominguez, vista del lago.

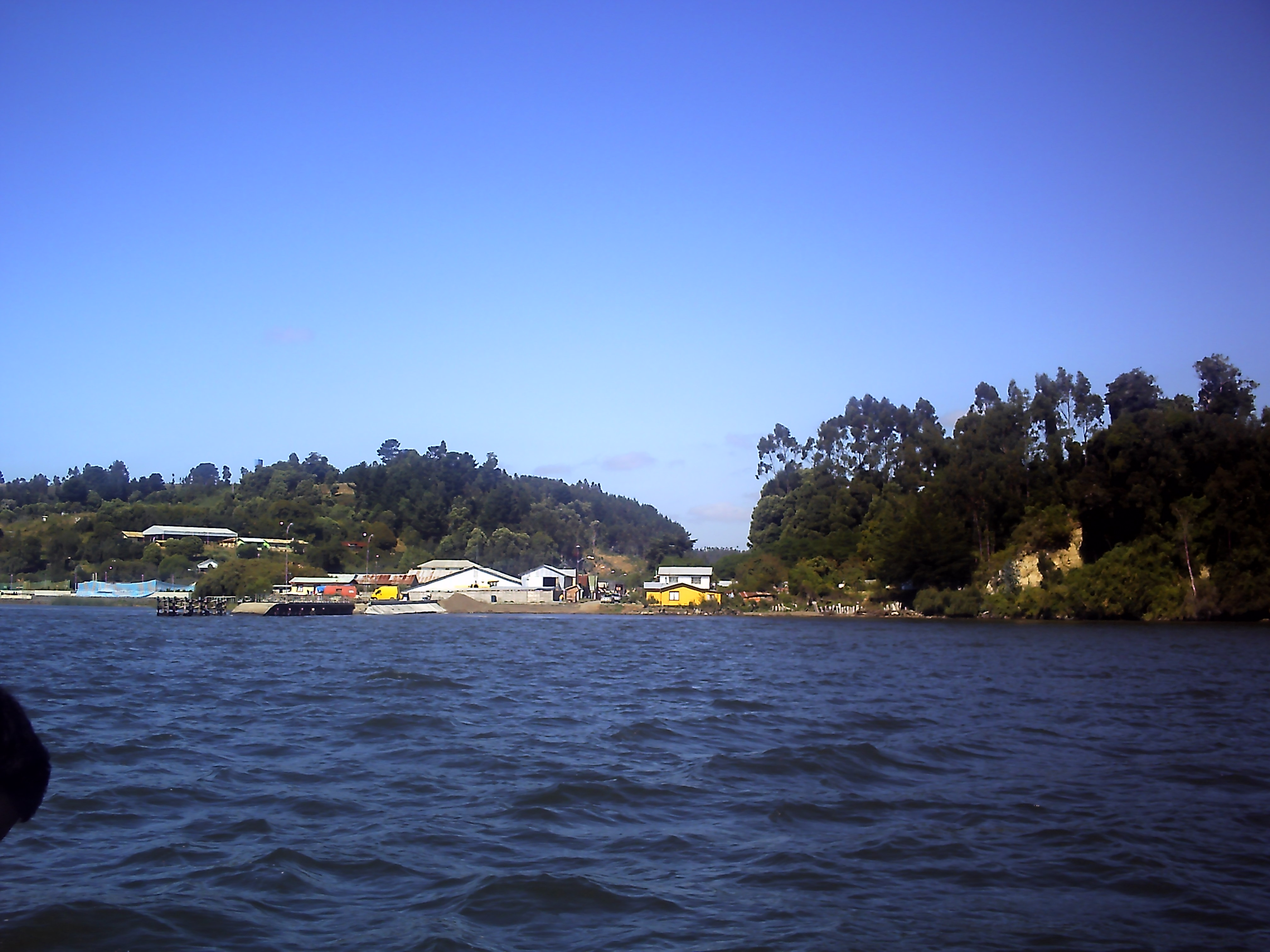
Vista de Puerto Domínguez desde el lago Budi.

La hoya limita al norte y al este con la cuenca del río Imperial, al sur con la hoya costera del estero Chelle y del estero Malalhue. Al oeste, con pequeñas cuencas costeras. Sus extremos alcanzan las coordenadas 38°44'S, 38°59'S, 73°07'W y 73°24'W.

## Población
El sistema de información y monitoreo de biodiversidad del Ministerio del Medio Ambiente de Chile señala la siguiente distribución de la superficie de la cuenca entre las comunas (el porcentaje es de la cuenca):
| Región       | Provincia | Comuna          | Hectáreas  | Porcentaje |
| ------------ | --------- | --------------- | ---------- | ---------- |
| La Araucanía |           |                 | 49.724,957 | 100%       |
|              | Cautín    |                 | 49.724,957 | 100%       |
|              |           | Carahue         | 9.635,01   | 19,377%    |
|              |           | Saavedra        | 33.473,752 | 67,318%    |
|              |           | Teodoro Schmidt | 6.616,195  | 13,306%    |

## Subdivisiones
La Dirección General de Aguas subdivide o reúne las cuencas de Chile acorde a las necesidades de estudio y gestión. Existen dos inventarios que han logrado ser aceptados como principales, el inventario de cuencas del Banco Nacional de Aguas (BNA) de 1978, de mayor uso, y el inventario de cuencas del Departamento de Administración de Recursos Hídricos (DARH) de 2014 de mejor cartografía que ha obligado a redefinir algunos límites, a veces con cambios mayores, pero también por algunas redefiniciones del concepto de subcuenca.
Bajo el BNA el código del ítem es 092 y con el DARH es 0902. Sin embargo, la cuenca DARH 0902 incluye también la cuenca 093 (Cuencas costeras entre río Budi y río Toltén) del BNA.
Cuenca BNA 092 + cuenca BNA 093 = Cuenca DARH 0902
La subdivisión del BNA es como sigue:
| Cuenca              | Subcuenca | Subsubcuenca | Aguas                                                      | Área drenaje km² | Observaciones |
| ------------------- | --------- | ------------ | ---------------------------------------------------------- | ---------------- | ------------- |
| 092 Río Budi (mapa) |           |              |                                                            |                  |               |
| 092                 | 0920      | 09200        | Río Budi                                                   | 497              |               |
| total:              | 1         | 1            | Región: IX (100%) / Tipo: Exorreica / Desemb.: O. Pacífico | 497              |               |

La disposición de cuencas en el inventario DARH es la siguiente:
| Código | Nombre                                           | Código en mapa                                   | Tipología de cuenca                              | Vertiente de cuenca                              | Origen de cuenca                                 | Temperatura media anual (C°)                     | Temperatura máxima (C°)                          | Temperatura mínima (C°)                          | Precipitación anual (mm)                         | Número de estaciones fluviométricas              | Número de estaciones pluviométricas              | Área (km²)                                       |
| ------ | ------------------------------------------------ | ------------------------------------------------ | ------------------------------------------------ | ------------------------------------------------ | ------------------------------------------------ | ------------------------------------------------ | ------------------------------------------------ | ------------------------------------------------ | ------------------------------------------------ | ------------------------------------------------ | ------------------------------------------------ | ------------------------------------------------ |
| 0902   | Cuencas Costeras entre Río Imperial y Río Toltén | Cuencas Costeras entre Río Imperial y Río Toltén | Cuencas Costeras entre Río Imperial y Río Toltén | Cuencas Costeras entre Río Imperial y Río Toltén | Cuencas Costeras entre Río Imperial y Río Toltén | Cuencas Costeras entre Río Imperial y Río Toltén | Cuencas Costeras entre Río Imperial y Río Toltén | Cuencas Costeras entre Río Imperial y Río Toltén | Cuencas Costeras entre Río Imperial y Río Toltén | Cuencas Costeras entre Río Imperial y Río Toltén | Cuencas Costeras entre Río Imperial y Río Toltén | Cuencas Costeras entre Río Imperial y Río Toltén |
| 090200 | Lago Budi                                        | 0                                                | Exorreica                                        | Pacífico                                         | Pluvial                                          | 12.6                                             | 24.2                                             | 4.7                                              | 1266.5                                           | 0                                                | 0                                                | 495.5                                            |
| 090201 | Estero Chelle                                    | 0                                                | Exorreica                                        | Pacífico                                         | Pluvial                                          | 12.4                                             | 23.9                                             | 4.6                                              | 1481.1                                           | 0                                                | 0                                                | 94.3                                             |
| 090202 | Laguna Puyehue y Costeras                        | 0                                                | Exorreica                                        | Pacífico                                         | Pluvial                                          | 12.6                                             | 24.0                                             | 4.9                                              | 1630.8                                           | 0                                                | 0                                                | 71.5                                             |

## Hidrología

### Red hidrográfica
Los cuerpos de agua considerados en esta categoría son:

### Caudales y régimen
El inventario DARH considera todas estas cuencas como de alimentación pluvial.

### Glaciares
El inventario público de glaciares de Chile 2022 no consigna glaciares en esta cuenca.

## Clima

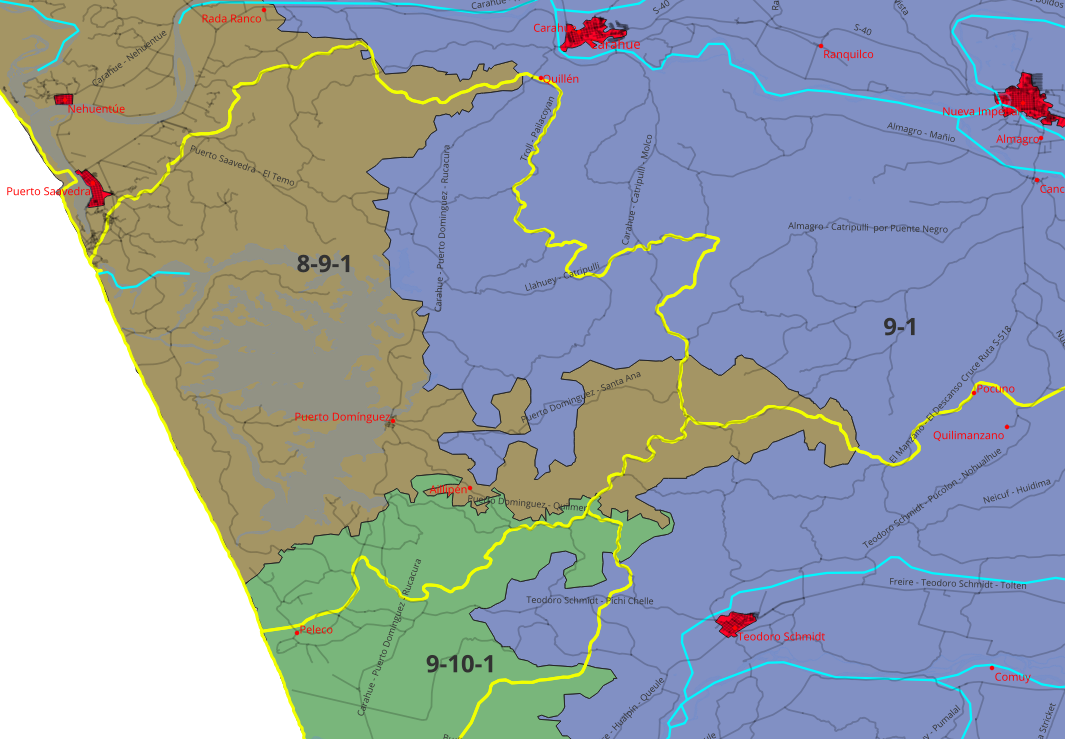
Distritos agroclimáticos en el ítem 092 del inventario BNA de cuencas de Chile según el Atlas agroclimático de Chile. Las líneas amarillas son los límites de las cuencas o ítems.

El Atlas agroclimático de Chile distingue tres distritos climáticos en la cuenca:
- 8-9-1 Templado cálido supratermal con régimen de humedad sub húmedo seco (Csb2Shs). La temperatura oscila entre un máximo de enero de 22,5 °C (máx de 26 °C y mín de 18,6 °C dentro del distrito) y un mínimo de Julio de 5,7 °C (máx de 6,5 °C y mín de 4,7 °C dentro del distrito). Tiene un promedio de 297 días consecutivos libres de heladas. En el año se registra un promedio de 3 heladas. El período de temperaturas favorables a la actividad vegetativa dura 9 meses. Registra anualmente 1.185 días grado y 443 horas de frío acumuladas hasta el 31 de Julio. La precipitación media anual es de 1.135 mm y un período seco de 5 meses, con un déficit hídrico de 465 mm/año. El período húmedo dura 5 meses durante los cuales se produce un excedente hídrico de 464 mm.
- 9-10-1 Templado cálido mesotermal con régimen de humedad per húmedo (Cfb1pH). La temperatura oscila entre un máximo de enero de 21,6 °C (máx de 23,9 °C y mín de 17,4 °C dentro del distrito) y un mínimo de Julio de 5,4 °C (máx de 6 °C y mín de 4,3 °C dentro del distrito). Tiene un promedio de 269 días consecutivos libres de heladas. En el año se registra un promedio de 5 heladas.El período de temperaturas favorables a la actividad vegetativa dura 7 meses. Registra anualmente 892 días grado y 666 horas de frío acumuladas hasta el 31 de Julio. La precipitación media anual es de 1.951 mm y un período seco de 0 meses, con un déficit hídrico de 122 mm/año.El período húmedo dura 8 meses durante los cuales se produce un excedente hídrico de 1.102 mm.
- 9-1 Templado cálido mesotermal con régimen de humedad sub húmedo seco (Csb1Shs). La temperatura oscila entre un máximo de enero de 25 °C (máx de 26,5 °C y mín de 21,4 °C dentro del distrito) y un mínimo de julio de 3,8 °C (máx de 5,3 °C y mín de 3,1 °C dentro del distrito). Tiene un promedio de 205 días consecutivos libres de heladas. En el año se registra un promedio de 15 heladas. El período de temperaturas favorables a la actividad vegetativa dura 7 meses. Registra anualmente 1.167 días grado y 1.019 horas de frío acumuladas hasta el 31 de Julio. La precipitación media anual es de 1.152 mm y un período seco de 5 meses, con un déficit hídrico de 493 mm/año. El período húmedo dura 5 meses durante los cuales se produce un excedente hídrico de 485 mm.

Diagrama Walter Lieth para la localidad de Puerto Saavedra.

Los diagramas Walter Lieth muestran con un área azul los periodos en que las precipitaciones sobrepasan la cantidad de agua que el calor del sol evapora en el mismo lapso de tiempo, (un promedio de 10 °C mensuales evaporan 20 mm de agua caída) dejando un clima húmedo. Por el contrario, las zonas amarillas indican que durante ese tiempo el agua caída puede ser evaporada por el calor del sol. El área gris señala meses muy húmedos.

## Áreas bajo protección oficial y conservación de la biodiversidad
El portal del Ministerio del Medio Ambiente no registra espacios protegidos en esta zona.